# 国鉄タキ14900形貨車
国鉄タキ14900形貨車（こくてつタキ14900がたかしゃ）は、かつて日本国有鉄道（国鉄）および1987年（昭和62年）4月の国鉄分割民営化後は日本貨物鉄道（JR貨物）に在籍した私有貨車（タンク車）である。

## 概要
本形式は、ホルマリン専用の39t 積タンク車として1969年（昭和44年）3月24日に5両（コタキ14900 - コタキ14904）が汽車製造1社にて製作された。
記号番号表記は特殊標記符号「コ」（全長 12m 以下）を前置し「コタキ」と標記する。
本形式の他にホルマリンを専用種別とする形式には、タ3050形（42両）、タム3050形（63両）、タサ5100形（1両）、タキ8000形（28両）、タキ9700形（2両）の5形式が存在した。
落成時の所有者は、日本水素工業でありその常備駅は宮下駅であったが、1971年（昭和46年）6月5日に常備駅はそのままで全車5両が日本化成へ名義変更された。
35系に属するタンク体は、耐候性高張力鋼製であり内面をエポキシ樹脂にてコーティング処理された。
荷役方式はタンク上部にある積込口からの上入れ、吐出管からの下出し式である。
1979年（昭和54年）10月より化成品分類番号「96」（有害性物質、毒性のあるもの）が標記された。
車体色は黒色、寸法関係は全長は10,800mm、全幅は2,720mm、全高は3,807mm、台車中心間距離は7,000mm、自重は15.0t、換算両数は積車5.5、空車1.4である。台車はベッテンドルフ式のTR41Cであったが、その後の改造によりTR41DSとなった。
1987年（昭和62年）4月の国鉄分割民営化時には全車の車籍がJR貨物に継承されたが、1998年（平成10年）6月に最後まで在籍した2両（コタキ14900 - コタキ14901）が廃車となり同時に形式消滅となった。